# Zavadiv, Iavoriv
Zavadiv (în ucraineană Завадів) este localitatea de reședință a comunei Zavadiv din raionul Iavoriv, regiunea Liov, Ucraina.

## Demografie
Componența lingvistică a localității Zavadiv
     Ucraineană (99,92%)
     Alte limbi (0,08%)
Conform recensământului din 2001, majoritatea populației localității Zavadiv era vorbitoare de ucraineană (99,92%), existând în minoritate și vorbitori de alte limbi.